# Johannes Due
Johannes Due (født 17. april 1949 i Sønder Bjert) er en dansk erhvervsleder, forhenværende administrerende direktør i Sygeforsikringen Danmark.
Johannes Due er desuden formand for bestyrelsen for Syddansk Universitet. Han var desuden formand for Strukturkommissionen, der kom med et forslag til en kommunalreform.
Han er tillige medlem af Falcks bestyrelse, ligesom han er formand for bestyrelserne for Forsikringsselskabernes Data Central og Danmarks Fødevare- og Veterinærforskning.